# Георги Обретенов
Георги Тихов Обретенов е роден след 1849 в град Русе и е най-малкият син на баба Тонка Обретенова. Завършва класното училище в Русе, след това помага на баща си в търговията му в село Исакча (Северна Добруджа). През пролетта на 1870 постъпва в юнкерското училище в Одеса.
Във връзка с подготовката на въстанието през 1875 се завръща в Русе. Включва се в организираната във Велико Търново чета. След неуспеха на Старозагорското въстание 1875 се прехвърля в Румъния.
Гюргевският комитет оценява подготовката на Георги Обретенов и го изпраща за помощник апостол на Иларион Драгостинов и военен инструктор във втори сливенски революционен окръг по време на Априлското въстание.
Георги Икономов решава да напусне Сливен и да се прехвърли в друг революционен окръг. Това решение е продиктувано от голямата вероятност да бъде разкрит в родния си град. По това време в Сливен пристигат главният апостол Иларион Драгостинов и помощникът му Георги Обретенов. Малко преди това идва и революционерът Кръстьо Кючюков, родом от Шумен, изпратен от емигрантския център за работа в Сливенския революционен окръг. Заедно с оръжието си Обретенов носи и верен съюзник в апостолската си мисия – печатни революционни прокламации, устав, въстаническо знаме и стиховете на Христо Ботев и Стефан Стамболов, чийто бунтовен пламък разпалва родолюбивия и борчески дух на народа.
Драгостинов минава през Свищов, а Обретенов през Русе, след което със съдействието на комитетските дейци от Търновския окръг по комитетските канали достигат до Сливен. Пътьом Драгостинов се отбива за кратко време в Арбанаси, за да се види и прости с родителите и близките си.
След минаването на Балкана Георги Обретенов се спира в Твърдица у поп Стефан, а опасния багаж, който носи, укриват в църковния олтар. Оттам заминава за село Кортен при ръководителя на местния комитет Георги Колев, с когото в един пазарен ден с кола, натоварена с жито, в което слагат въстаническите вещи, пристига в Сливен.
Идването на апостолите дава нов тласък на подготвителната работа в Сливен, макар да не са преодолени тактическите различия между тях и някои местни дейци. Гледището на последните – да се възприеме линия на подготовка на чети, които да действуват в Балкана, без да се вдига въстание в града – надделява и това слага отпечатък върху цялостната подготвителна дейност, а по-късно и върху размаха и силата на въстанието в целия Сливенски окръг.
Военният инструктор Георги Обретенов донесъл в Сливен модерни пушки и дал пример на всички съратници, че трябва да се снабдят преди всичко с пушки. Още преди да замине от Гюргево за Сливен, Георги Обретенов се разпоредил за въоръжението на съратниците. Той писал, че всеки бъдещ въстаник трябва да има револвер с 200 куршума, пушка с 250 патрона и нож. Освен това ратникът трябвало да си осигури две паласки за патроните. Безспорно Георги Обретенов се стремял да наложи тези изисквания като задължителни за всички във II революционен окръг. Той дал и устни инструкции за военната работа, но писмени инструкции не е оставил. Има сведения, че ръководството на Сливенския революционен комитет се постарало да си достави модерни пушки от Румъния. За целта се събрали средства между съзаклятниците на доброволни начала.
Обретенов донесъл в Сливен знаме, изработено от сестрите му Петрана и Анастасия, заради което сливенци не счели за необходимо да приготвят свое знаме.
Ръководителите на въстаническата група, събрана на „Куш Бунар“, Иларион Драгостинов, Стоил Войвода, Георги Обретенов и Георги Дражев, решават въпреки малкия брой въстаници да осъществят набелязания план за обиколка и вдигане на въстание в балканските села из котленския край.
Опитвайки се да се върне към Нейково за храна, четата е пресрещната и започва първото голямо сражение с башибозуци, редовна войска и черкезка конница. Докато се оттегля, четата води бой, в който Георги Обретенов загива. С точната си стрелба той задържа напора на врага и прикрива другарите си, чието старо и негодно оръжие не може да им служи в боя. Осъзнавайки, че е тежко ранен, той се самоубива на 10 май 1876 г.

## Памет
На Георги Обретенов е наречена улица в квартал „Подуяне“ в София (Карта).